# Ceneje.si
Ceneje.si je slovenski spletni primerjalnik cen izdelkov različnih spletnih ponudnikov, ki deluje od leta novembra 2005.
Kljub podobnemu poslovnemu modelu za razliko od spletišča Amazon.com Ceneje.si ne omogoča nakupa.

## Lastništvo
Skupaj s sorodnimi tuje jezičnimi stranmi Jeftinije.hr, Idealno.rs in Idealno.ba sodi pod okrilje češke skupine Heureka, ki je njihovega lastnika Ceneje d.o.o. prevzel leta 2018. Najprej je bil Ceneje.si del podjetja Preskok v lasti Željka Radilovića, ki jo je leta 2014 prenesel na družbo Ceneje d.o.o., ki je imela še nekaj solastnikov.

## Oglaševanje
Oglaševalske akcije producira Heurekina interna ekipa. Leta 2021 je pri Ceneje.si vodja marketinškega oddelka Polona Stanovnik.